# Bel et le Dragon
Bel et le Dragon ou Bel et le Serpent constitue le 14e chapitre du livre de Daniel dans la version deutérocanonique du livre de Daniel.
Ce texte est présent dans la Septante et la Vulgate. Dans la Septante, Bel et le Serpent constitue un livre distinct du livre de Daniel.
Dans le chapitre 14, Cyrus le Perse succède au roi Astyage. Daniel, un homme respecté, refuse de vénérer l'idole Babylonienne Bel, affirmant son attachement au Dieu unique. Les prêtres de l'idole prétendent prouver l'existence de leur divinité, en montrant la disparition d'offrandes, censées avoir été consommées par la statue. Daniel expose la supercherie, détruit l'idole et dévoile la tromperie des prêtres, pénétraient nuitamment dans le temple par un passage secret et qui mangeaient les offrandes.
Plus tard, Daniel est confronté à un serpent vénéré par les Babyloniens. Le roi, cherchant à le convaincre de l'adorer, autorise Daniel à tuer le serpent. Utilisant une méthode surprenante, Daniel le nourrit d'une mixture qui le tue. Cela conduit à l'indignation des Babyloniens qui accusent le roi de se convertir au judaïsme.
La situation empire lorsque les Babyloniens menacent le roi de violence s'il ne leur livre pas Daniel. Contraint, le roi fait jeter Daniel dans une fosse aux lions, où il reste six jours. Miraculeusement, Daniel survit, nourri par un ange envoyé par Dieu et le prophète Habacuc. Le roi, ému, reconnaît la grandeur du Dieu de Daniel. Ceux qui ont comploté contre Daniel sont jetés dans la fosse aux lions et dévorés.

## Canonicité
Ce chapitre fait partie du canon deutérocanonique catholique.